# Derbi de la Comunitat
O Derbi de la Comunitat, ou Dérbi da Comunidade em português, é o confronto entre Valencia Club de Fútbol e o Villarreal Club de Fútbol. É um dos maiores clássicos da Comunidade Valenciana, os clubes são de cidades diferentes, o Valencia CF é pertencente à cidade de Valência, e o Villarreal CF é da cidade de Vila-real, somente 56 km separam as cidades dos dois times.
No entanto, a rivalidade começou em 1997, quando o bilionário Fernando Roig não conseguiu suceder seu irmão Francisco como proprietário do Valencia CF e, de forma polêmica, optou por comprar o Villarreal CF da cidade de Vila-Real. Um time relativamente desconhecido até aquele momento, o Villarreal ficou cada vez mais forte com o investimento pesado de Roig, desafiando a supremacia do Valencia como o maior clube da região, transformando uma rivalidade antes inexistente no jogo mais importante da comunidade autônoma.
Hoje em dia, a rivalidade evoluiu e se tornou um fator determinante para saber quem é o melhor time para representar a região local na Espanha e no mundo - seus confrontos incluem uma semifinal da Copa da UEFA em 2003–04 e uma quartas de final da Liga Europa da UEFA em 2018–19 (ambas vencidas pelo Valencia).

## Confrontos diretos
| Competição          | Partidas ocorridas | Vitórias do Valencia | Empates | Vitórias do Villarreal | Gols do Valencia | Gols do Villarreal |
| ------------------- | ------------------ | -------------------- | ------- | ---------------------- | ---------------- | ------------------ |
| La Liga             | 48                 | 18                   | 9       | 21                     | 63               | 64                 |
| Copa del Rey        | 7                  | 4                    | 2       | 1                      | 15               | 7                  |
| Liga Europa da UEFA | 4                  | 3                    | 1       | 0                      | 6                | 1                  |
| Total               | 59                 | 25                   | 12      | 22                     | 84               | 72                 |

## Competições

### Liga
|           |         | Valencia CF em casa     | Valencia CF em casa | Valencia CF em casa | Valencia CF em casa | Villarreal CF em casa   | Villarreal CF em casa  | Villarreal CF em casa | Villarreal CF em casa |
| --------- | ------- | ----------------------- | ------------------- | ------------------- | ------------------- | ----------------------- | ---------------------- | --------------------- | --------------------- |
| Temporada | Divisão | Dia                     | Estádio             | Resultado           | Espectadores        | Dia                     | Estádio                | Resultado             | Espectadores          |
| 1998–99   | La Liga | 20 de setembro de 1998  | Mestalla            | 1 – 0               | 48.000              | 14 de fevereiro de 1999 | El Madrigal            | 1 – 0                 |                       |
| 2000–01   | La Liga | 25 de fevereiro de 2001 | Mestalla            | 3 – 1               |                     | 14 de outubro de 2000   | El Madrigal            | 1 – 1                 |                       |
| 2001–02   | La Liga | 7 de outubro de 2001    | Mestalla            | 1 – 0               | 45.000              | 16 de fevereiro de 2002 | El Madrigal            | 1 – 1                 | 21.000                |
| 2002–03   | La Liga | 11 de maio de 2003      | Mestalla            | 1 – 2               | 43.000              | 14 de dezembro de 2002  | El Madrigal            | 0 – 2                 | 22.000                |
| 2003–04   | La Liga | 4 de janeiro de 2004    | Mestalla            | 4 – 2               | 40.000              | 14 de maio de 2004      | El Madrigal            | 2 – 1                 | 11.256                |
| 2004–05   | La Liga | 30 de agosto de 2004    | Mestalla            | 2 – 1               | 50.000              | 23 de janeiro de 2005   | El Madrigal            | 3 – 1                 | 21.000                |
| 2005–06   | La Liga | 22 de março de 2006     | Mestalla            | 1 – 1               | 51.000              | 5 de novembro de 2005   | El Madrigal            | 1 – 0                 | 18.000                |
| 2006–07   | La Liga | 26 de maio de 2007      | Mestalla            | 2 – 3               | 44.000              | 7 de janeiro de 2007    | El Madrigal            | 0 – 1                 | 23.000                |
| 2007–08   | La Liga | 26 de agosto de 2007    | Mestalla            | 0 – 3               | 55.000              | 19 de janeiro de 2008   | El Madrigal            | 3 – 0                 | 19.000                |
| 2008–09   | La Liga | 10 de janeiro de 2009   | Mestalla            | 3 – 3               | 40.000              | 23 de maio de 2009      | El Madrigal            | 3 – 1                 | 20.000                |
| 2009–10   | La Liga | 17 de janeiro de 2010   | Mestalla            | 4 – 1               | 40.000              | 8 de maio de 2010       | El Madrigal            | 2 – 0                 | 17.000                |
| 2010–11   | La Liga | 10 de abril de 2011     | Mestalla            | 5 – 0               | 45.000              | 20 de novembro de 2010  | El Madrigal            | 1 – 1                 | 23.000                |
| 2011–12   | La Liga | 5 de maio de 2012       | Mestalla            | 1 – 0               | 35.000              | 8 de janeiro de 2012    | El Madrigal            | 2 – 2                 | 18.000                |
| 2013–14   | La Liga | 23 de março de 2014     | Mestalla            | 2 – 1               | 37.214              | 27 de outubro de 2013   | El Madrigal            | 4 – 1                 | 22.539                |
| 2014–15   | La Liga | 5 de abril de 2015      | Mestalla            | 0 – 0               | 41.830              | 2 de novembro de 2014   | El Madrigal            | 1 – 3                 | 23.000                |
| 2015–16   | La Liga | 1 de maio de 2016       | Mestalla            | 0 – 2               | 38.283              | 31 de dezembro de 2015  | El Madrigal            | 1 – 0                 | 17.616                |
| 2016–17   | La Liga | 21 de maio de 2017      | Mestalla            | 1 – 3               | 33.587              | 21 de janeiro de 2017   | El Madrigal            | 0 – 2                 | 17.615                |
| 2017–18   | La Liga | 23 de dezembro de 2017  | Mestalla            | 0 – 1               | 39.181              | 5 de maio de 2018       | Estádio de La Cerámica | 1 – 0                 | 18.579                |
| 2018–19   | La Liga | 1 de maio de 2019       | Mestalla            | 3 – 0               | 37.658              | 23 de setembro de 2018  | Estádio de La Cerámica | 0 – 0                 | 18.373                |
| 2019–20   | La Liga | 30 de novembro de 2019  | Mestalla            | 2 – 1               | 38.988              | 28 de junho de 2020     | Estádio de La Cerámica | 2 – 0                 | Sem público           |
| 2020–21   | La Liga | 5 de março de 2021      | Mestalla            | 2 – 1               | Sem público         | 18 de outubro de 2020   | Estádio de La Cerámica | 2 – 1                 | Sem público           |
| 2021–22   | La Liga | 30 de outubro de 2021   | Mestalla            | 2 – 0               | 31.487              | 19 de abril de 2022     | Estádio de La Cerámica | 2 – 0                 | 13.570                |
| 2022–23   | La Liga | 3 de maio de 2023       | Mestalla            | 1 – 1               | 43.634              | 31 de dezembro de 2022  | Estádio de La Cerámica | 2 – 1                 | 19.247                |
| 2023–24   | La Liga | 2 de janeiro de 2024    | Mestalla            | 3 – 1               | 44.973              | 17 de março de 2024     | Estádio de La Cerámica | 1 – 0                 | 20.647                |

### Taça nacional
| Temporada | Competição   | Fase                        | Dia                    | Estádio     | Resultado      | Espectadores |
| 1986-87   | Copa del Rey | Primera fase                | 17 de setembro de 1986 | El Madrigal | 2 – 2 p. (4–3) |              |
| 1992-93   | Copa del Rey | Ida das quartas-de-finais   | 24 de março de 1993    | El Madrigal | 1 – 2          |              |
| 1992-93   | Copa del Rey | Volta das quartas-de-finais | 14 de abril de 1993    | Mestalla    | 6 – 0          |              |
| 2005-06   | Copa del Rey | Ida das oitavas-de-final    | 4 de janeiro de 2006   | El Madrigal | 0 – 2          | 18.000       |
| 2005-06   | Copa del Rey | Volta das oitavas-de-final  | 11 de janeiro de 2006  | Mestalla    | 1 – 0          | 35.000       |
| 2010–11   | Copa del Rey | Ida das oitavas-de-final    | 21 de dezembro de 2010 | Mestalla    | 0 – 0          | 20.000       |
| 2010–11   | Copa del Rey | Volta das oitavas-de-final  | 6 de janeiro de 2011   | El Madrigal | 4 – 2          | 20.000       |

### Competições europeias
| Temporada | Competição          | Fase                        | Dia                 | Estádio                | Resultado | Espectadores |
| 2003–04   | Copa da UEFA        | Ida das semifinais          | 22 de abril de 2004 | El Madrigal            | 0 – 0     | 23.000       |
| 2003–04   | Copa da UEFA        | Volta das semifinais        | 6 de maio de 2004   | Mestalla               | 1 – 0     | 52.000       |
| 2018–19   | Liga Europa da UEFA | Ida das quartas-de-finais   | 11 de abril de 2019 | Estádio de La Cerámica | 1 – 3     | 17.605       |
| 2018–19   | Liga Europa da UEFA | Volta das quartas-de-finais | 18 de abril de 2019 | Mestalla               | 2 – 0     | 26.403       |